# Zero Tolerance (игра)
Zero Tolerance — видеоигра в жанре шутера от первого лица, разработанная компанией Technopop и изначально изданная Accolade 30 сентября 1994 года для игровой приставки Mega Drive/Genesis.
Игра является одним из немногих представителей жанра шутеров от первого лица для Mega Drive/Genesis. Для отображения игровой ситуации используется небольшое окно, а остальная часть экрана отведена под игровую статистику. Высота пола и потолка не изменяется (кроме случая с лестницами — угол подъема 45 градусов. Они используются как аналог лифтов, для перемещения между этажами). Однако стены могут находиться под углами 45 градусов относительно друг друга, не ограничиваясь перпендикулярными пересечениями. В игре реализованы анимированные текстуры и эффект брызга крови, стекающих по стенам.
Игра имела коммерческий успех. Впоследствии она вместе с незавершённым продолжением, «Beyond Zero Tolerance», были опубликованы компанией-разработчиком бесплатно. Однако компания Sega, которой принадлежат права на некоторые части кода игры, не давала официального разрешения на свободное распространение игры.
В 2022 году Zero Tolerance была портирована для консолей Nintendo Switch и PlayStation 4.

## Игровой процесс

Скриншот из игры

Игра состоит из 40 уровней, разделённых на три локации — помещения космической станции «Europe-1», здание командного центра «Planet Defense Corps» и подвал этого здания. Игрок должен найти лестницу или лифт для перехода на следующий этаж (уровень), попутно отстреливая противников, при этом нет необходимости полностью зачищать уровень, чтобы перейти в следующему. После убийства всех врагов на уровне выдаётся пароль, позволяющий начинать игру с достигнутого уровня после её перезапуска. Каждая часть игры (локация) заканчивается сражением с боссом.
Игрок может выбрать одного из пяти персонажей, являющихся членами «Planet Defense Corps». Каждый персонаж имеет специальность, оказывающую влияние на игровой процесс, а также разный набор предметов в начале игры. Все персонажи носят имена разработчиков игры. Выбор персонажа происходит в начале игры, после чего игрок не может выбрать другого персонажа до гибели выбранного, если не перезапустит игру и не введёт пароль к какому-либо из уровней. Таким образом, игра считается проигранной после гибели всех персонажей, что даёт игроку пять попыток.
В игре присутствует несколько разных видов оружия, имеющих свои достоинства и недостатки. Оружие может быть получено в начале игры, а также взято у поверженных противников аналогично другим играм жанра. Оружие или предмет выбираются из общего списка предметов во время игрового процесса. При отсутствии оружия игрок может атаковать противников ударами рук и ног. При этом присутствует два вида удара рукой — хук и апперкот. Помимо оружия в игре присутствуют разные предметы, такие как биосканер, позволяющий видеть противников на миникарте, и прибор ночного видения, позволяющий лучше видеть на тёмных уровнях. Электронное оборудование в игре имеет ограниченный запас энергии и функционирует лишь некоторое время после взятия. На некоторых уровнях игры присутствуют препятствия в виде стен огня, которые можно преодолеть с помощью огнетушителя или огнеупорного костюма.

### Мультиплеер
Уникальной особенностью игры являлся режим мультиплеера (совместное прохождение), требующий соединения двух игровых консолей с помощью специального кабеля, подключаемого к разъёму для второго джойстика. Для игры требуется наличие двух картриджей с игрой. Изначально предполагалось, что кабель будет входить в комплект игры, однако в последний момент вместо него в комплект был включён купон для приобретения отдельного кабеля. Впоследствии схема кабеля была опубликована на сайте разработчика игры. Кабель не имеет дополнительной электроники и состоит только из двух разъёмов и провода.

## Судебное разбирательство с Eidos
В октябре 2005 года компания Eidos Interactive анонсировала игру под названием Zero Tolerance: City Under Fire для игровых консолей PlayStation 2 и Xbox. Бывший президент Technopop и владелец её активов, Рэндел Б. Рейс (Randel B. Reiss), посчитал это нарушением торговой марки и немедленно опубликовал предупреждение о возможном судебном разбирательстве. В результате Eidos переименовала свою игру и выпустила её под названием Urban Chaos: Riot Response.

## Продолжение
Компания Technopop занималась разработкой Beyond Zero Tolerance, прямого продолжения игры для Sega Mega Drive, но разработка не была завершена. Впоследствии бета-версия продолжения и оригинальная версия игры были опубликованы на сайте разработчика со статусом freeware. Продолжение использовало движок оригинальной игры.
В связи с судебным разбирательством с Eidos Рэндел Б. Рейс упомянул о разработке новой версии игры для PlayStation Portable, но никаких анонсов впоследствии сделано не было.

## Оценки и мнения
| Сводный рейтинг    | Сводный рейтинг |
| Агрегатор          | Оценка          |
| ------------------ | --------------- |
| MobyRank           | 75/100          |
| Иноязычные издания |                 |
| Издание            | Оценка          |
| AllGame            | [ 8 ]           |
| EGM                | 7,5/10          |
| GamePro            | [ 7 ]           |

Отзывы критиков о Zero Tolerance были в основном положительные. На сайте MobyGames средняя оценка составляет 75 баллов из 100 возможных.